# Университеты из красного кирпича

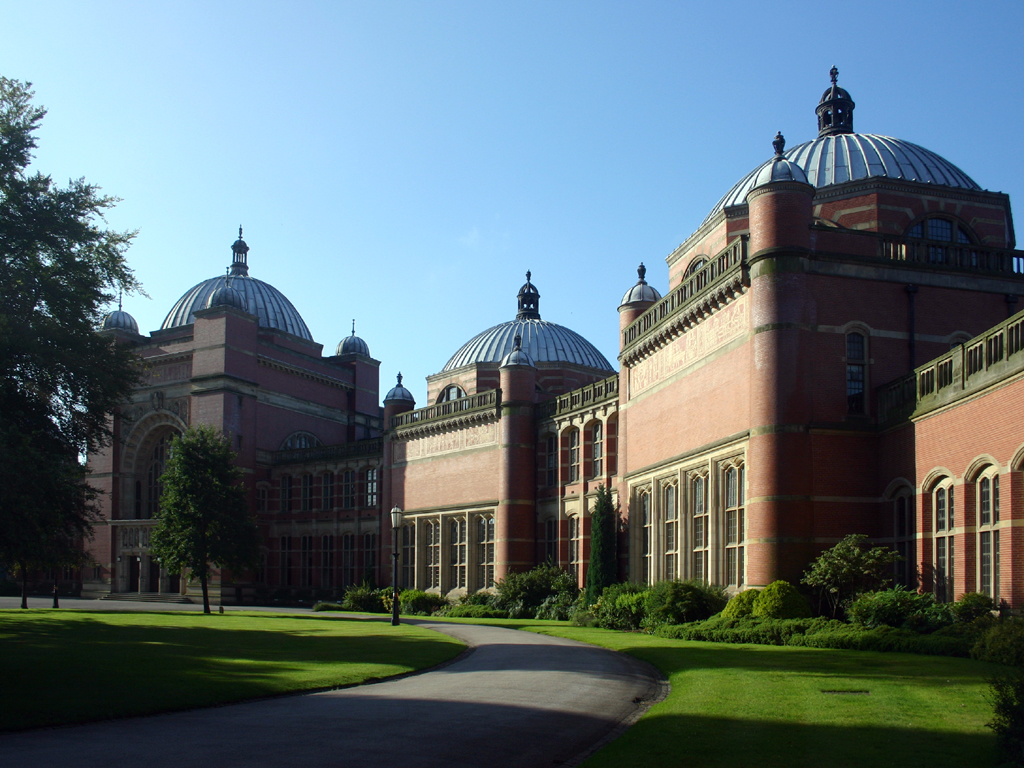
Здание Эштон-Уэбб, Бирмингемский университет

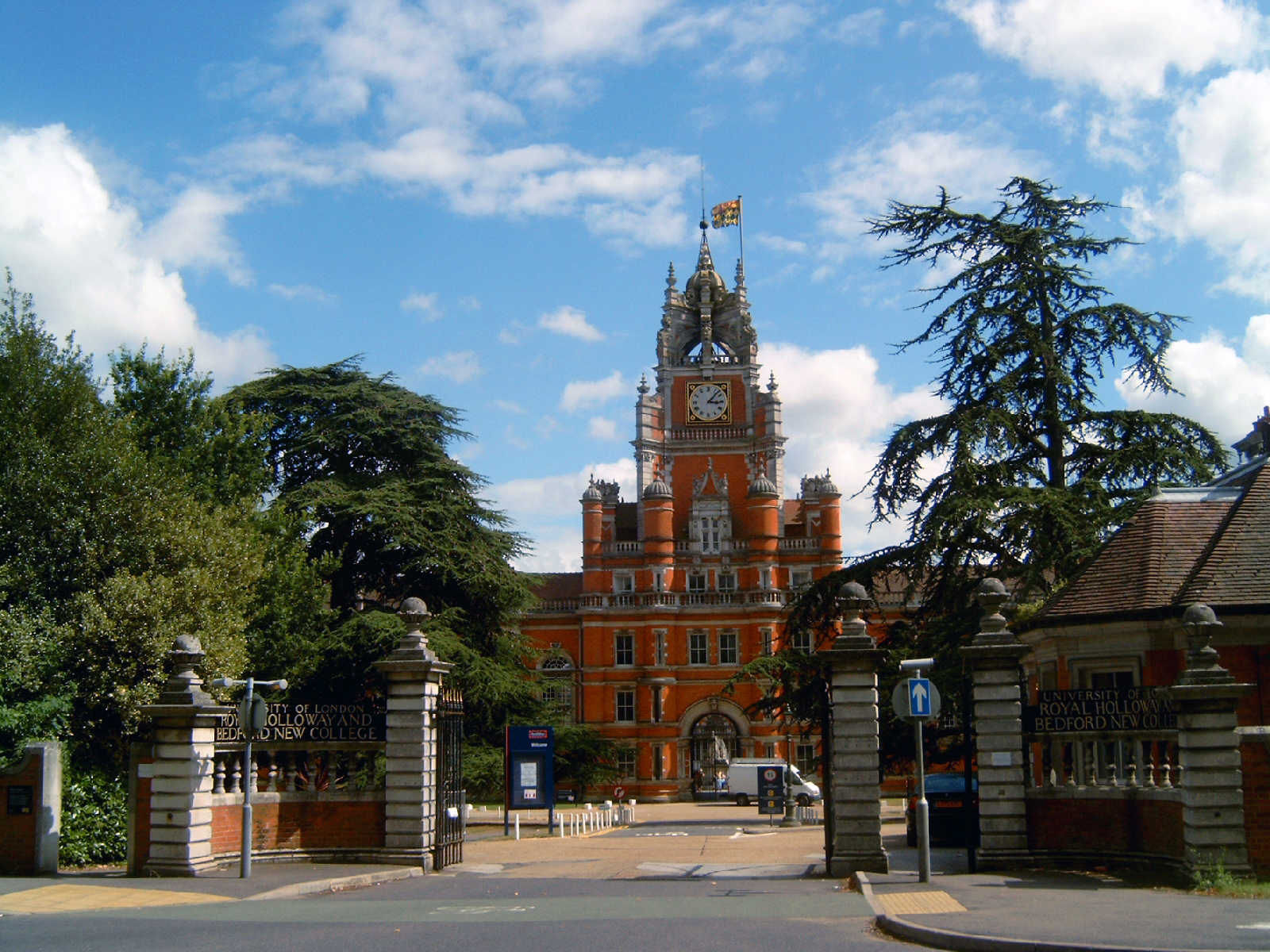
Здание Основателя, Королевский Холлоуэйский колледж

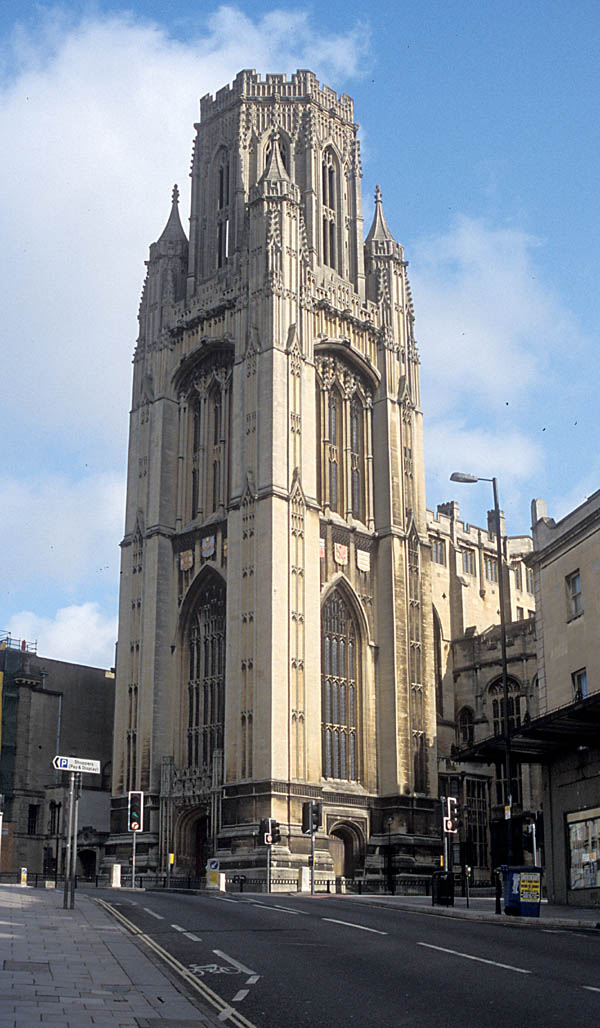
Мемориальное здание Уилса Бристольского университета, законченное в 1925 году, выполнено в стиле готической архитектуры. Здание — пример того, что термин «краснокирпичные университеты» обозначало скорее тенденцию, чем обязательный атрибут каждого из университетов

Университеты из красного кирпича, или «краснокирпичные университеты» (англ. Red Brick Universities) — неформальный термин, обозначающий группу из шести престижных университетов Англии, расположенных в крупных промышленных городах. Все эти вузы были первоначально основаны как колледжи прикладных или инженерных дисциплин, однако получили статус университета до начала Первой мировой войны. Изначально термин имел некоторую негативную окраску, поскольку эти университеты были относительно молодыми, но при этом быстроразвивающимися, а потому рассматривались как «выскочки» по сравнению со «старинными университетами», однако по мере появления в 1960-е годы «университетов из листового стекла», а после 1992 года — большого числа «новых университетов» термин превратился из пренебрежительного в символ высокой респектабельности. С увеличением количества университетов в 1950—1960-х годах и особенно с реклассификацией политехнических дисциплин в Законе о дальнейшем и высшем образовании 1992 года все британские университеты, основанные в конце 19-го и начале 20-го веков в крупных городах, теперь иногда называют краснокирпичными.

## Состав
В группу «красного кирпича» входят шесть университетов:
- Бирмингемский университет — королевская университетская хартия предоставлена в 1900 году.
- Бристольский университет — королевская университетская хартия предоставлена в 1909 году.
- Ливерпульский университет — королевская университетская хартия предоставлена в 1903 году.
- Манчестерский университет — образован в 2004 году в результате слияния Викторианского университета Манчестера и UMIST.
- Лидский университет — королевская университетская хартия предоставлена в 1904 году.
- Шеффилдский университет — королевская университетская хартия предоставлена в 1905 году.

## История возникновения
Движение индустриальных университетов Великобритании зародились на основе многочисленных учебных заведений, возникших в XIX веке в промышленных и образовательных центрах страны. Основанный в 1824 году Манчестерский институт механики (Manchester Mechanics' Institute) стал основной будущего Манчестерского института науки и технологии (Manchester Institute of Science and Technology, UMIST), на базе которого был позднее сформирован Манчестерский университет. История Бирмингемского университета восходит к Бирмингемской медицинской школе, основанной в 1825 году. Университет Лидса также возник на базе основанной в 1831 году Медицинской школы Лидса. Бристольский, Ливерпульский и Шеффилдский университеты возникли на базе университетских колледжей.
Особенностью этих новых университетов было то, что они не представляли собой закрытые коллегии и принимали на учёбу без учёта религии или социального происхождения. Они ставили перед собой задачу дать студентам навыки, необходимые для «реального мира», нередко связанные с прикладными науками или технологиями. В этом смысле они восприняли структурные принципы Берлинского университета имени Гумбольдта, в котором отдавалось предпочтение практическим знаниями перед академическими, абстрактно-теоретическими. Именно такой прикладной профиль отличал «краснокирпичные» университеты от «старинных университетов» — Оксфорда, Кембриджа и ряда других, а также от более поздних довикторианских Даремского и ряда других. Довикторианские университеты, в отличие от «краснокирпичных», представляли собой закрытые коллегии с упором на теологию, общеобразовательные предметы, с применением обязательных религиозных тестов в соответствии с 39 статьями англиканского вероисповедания для преподавателей и студентов. Исключением были «старинные университеты» Шотландии, придерживавшиеся принципов Шотландского Просвещения.

## Использование в расширенном смысле
В обиходе термин «университеты из красного кирпича» используется и в более широком смысле. В частности, Редингский университет, основанный в конце XIX века как колледж при Оксфорде, был единственным, получившим университетскую хартию в период между двумя мировыми войнами, и также нередко причисляется к «краснокирпичным». Термин также иногда применяется к Королевскому университету Белфаста, который стал инженерным университетом в 1908 году, был основан в 1845 году как колледж при бывшем Королевском университете Ирландии, к Университету Халла и к ряду других университетов и колледжей, многие из которых, помимо сходной истории, действительно выполнены из красного кирпича.

## Интересный факт
- «Краснокирпичный стиль» был широко распространён в России во времена правления Александра Третьего. В т. н. «краснокирпичном» стиле построено здание Московской городской Думы (сейчас Исторический музей в Москве) и корпуса Харьковского технологического института (открыт в 1885 году, сейчас технический университет.).

## Галерея изображений

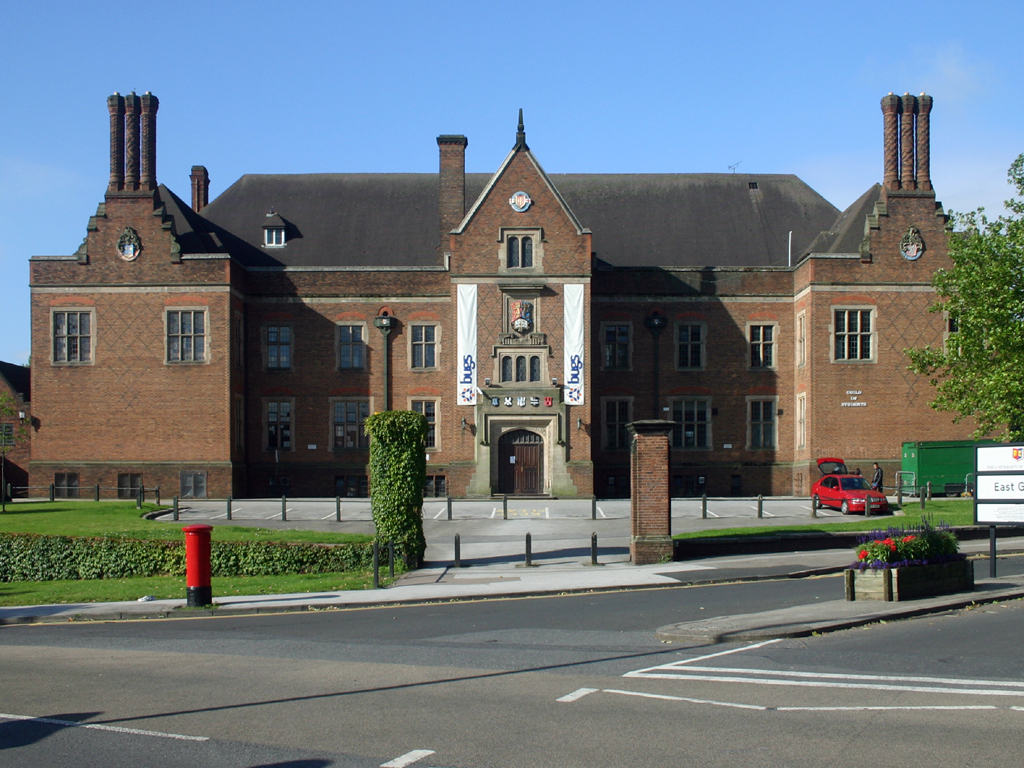
Здание Гильдии студентов Бирмингемского университета.
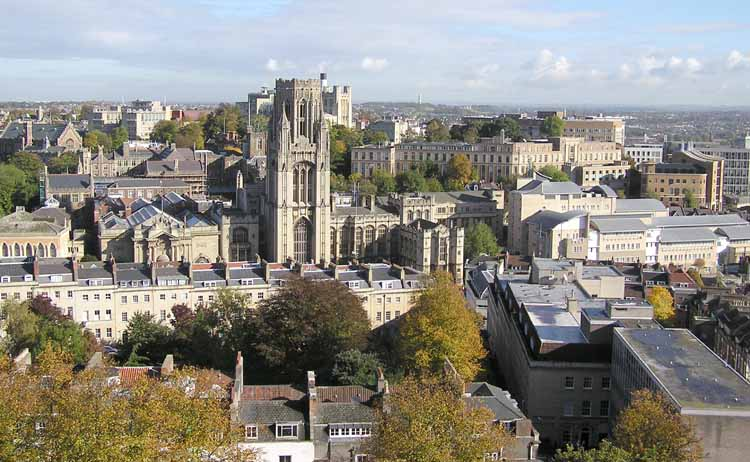
Здания Бристольского университета, вид с Башни Кэбота на Брендонском холме
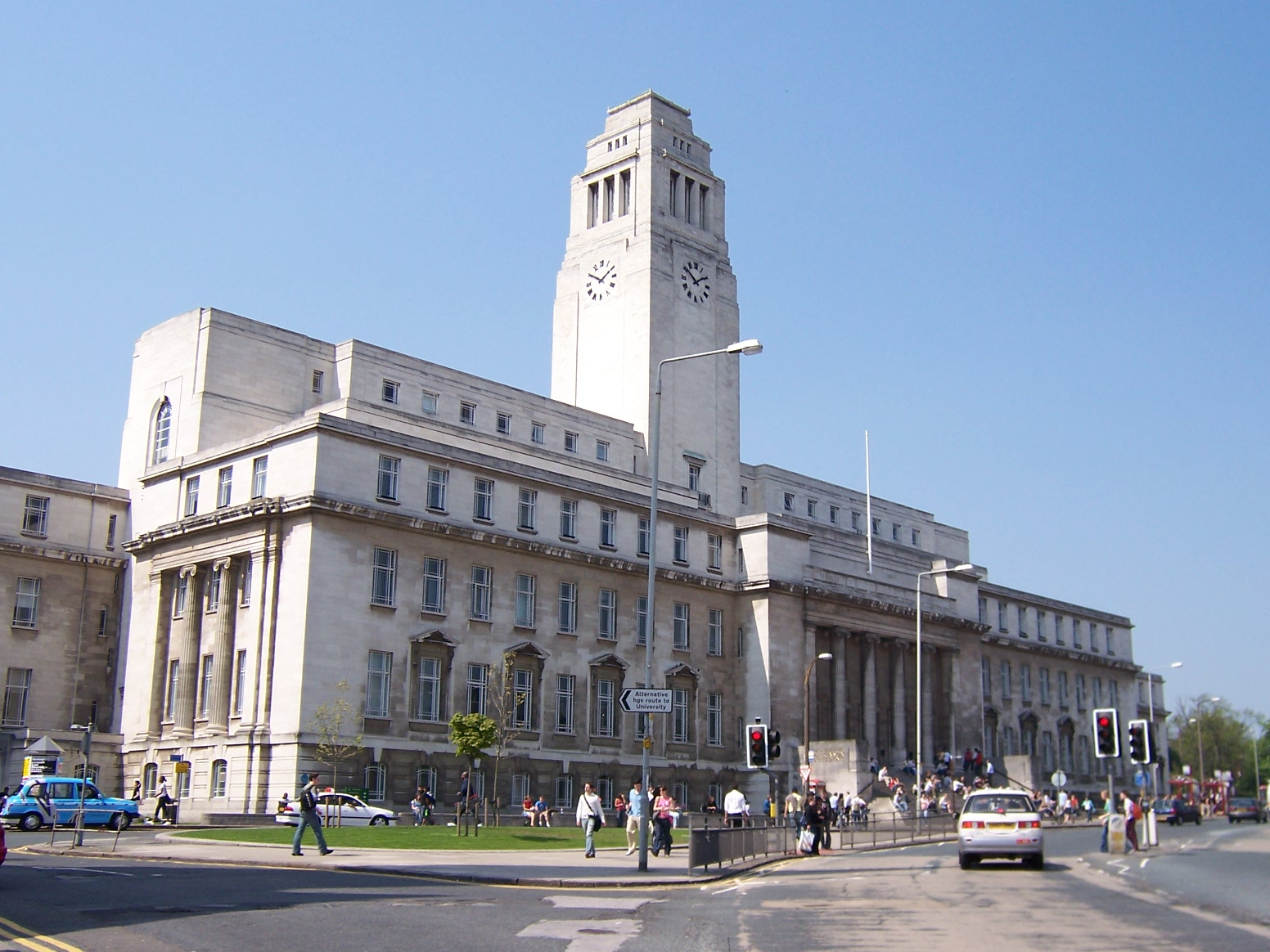
Здание Паркинсона - символ Университета Лидса.
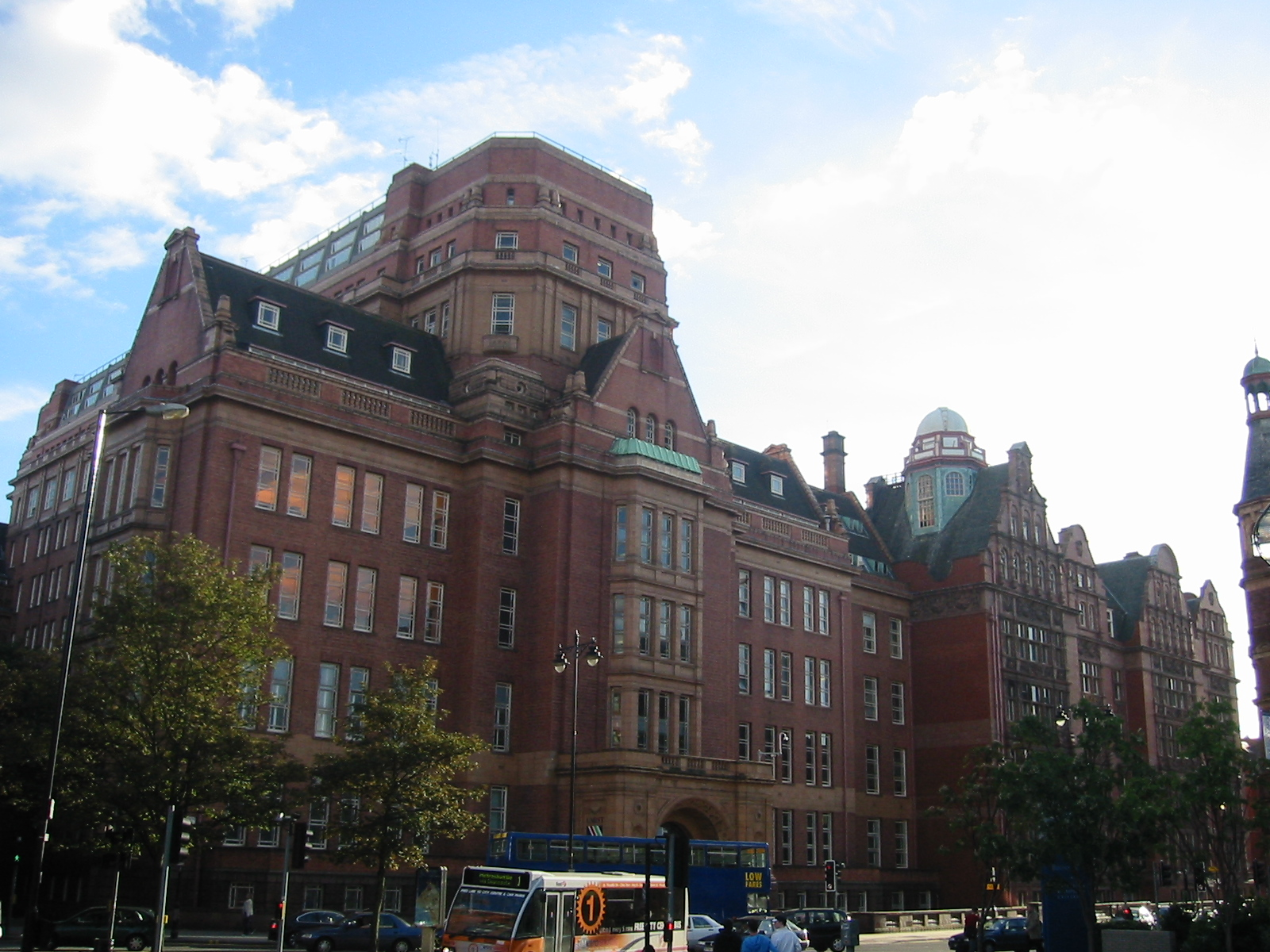
Манчестерский университет: бывшее главное здание UMIST, одного из двух вузов, образовавших университет в результате слияния.
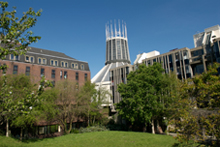
Университетские залы Ливерпульского университета.
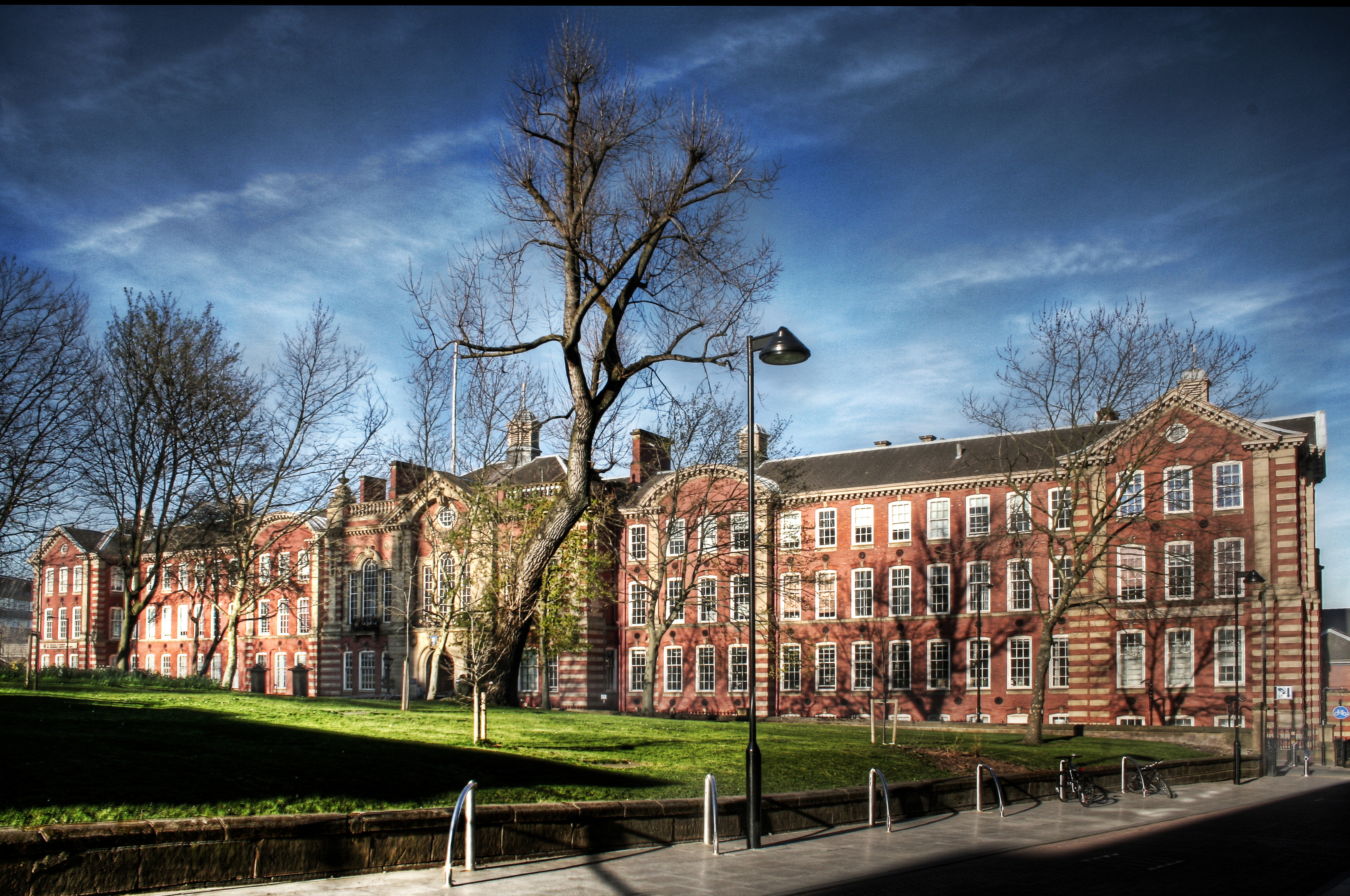
Шеффилдский университет, здание сэра Фредерика Маппина, инженерный факультет.